# The Eddy
The Eddy es una serie dramática musical de televisión web estadounidense dirigida por Damien Chazelle y escrita por Jack Thorne. Damien Chazelle dirigió los dos primeros episodios, y Houda Benyamina, Laïla Marrakchi y Alan Poul los siguientes. La primera temporada de 8 episodios se estrenó el 8 de mayo de 2020 en la plataforma de streaming Netflix.
Fue coproducida por las compañías Atlantique Productions, Fifty Fathoms Productions y Endeavor Content, encargada y distribuida por Netflix, producida por Alan Poul, y filmada en París. La música original está compuesta por Glen Ballard y Randy Kerber. Los diálogos son en francés, inglés y árabe. Sus actores protagónicos son André Holland, Joanna Kulig, Leïla Bekhti y Amandla Stenberg.
La serie sigue el detrás de escena de un club de jazz parisino contemporáneo. El dueño del club se verá obligado a tratar con peligrosos criminales mientras lucha por proteger su local, su banda y a su hija adolescente.
La música es el elemento principal de la historia, se presentan largas interpretaciones de jazz en bares, habitaciones o garajes que sirven como escenarios improvisados y marcan la identidad de la ficción. Se mezclan el thriller, el drama familiar y el musical.

## Sinopsis
En otro tiempo idolatrado en Nueva York, el pianista Elliot Udo es en el presente el copropietario del club de jazz The Eddy, en París, con problemas financieros y a punto de quebrar. Lo codirige con Farid, cuyos secretos van a tener serias repercusiones sobre su grupo de música. Su mujer Amira sostiene el club. Por su lado, Elliot mantiene una relación amorosa complicada con Maja, la cantante principal de su grupo. Y cuando su hija de quince años, Julie, reaparece sorpresivamente en su vida, tiene que superar sus debilidades y aprender a crecer.

## Producción
A principios de 2014, el productor de televisión Alan Poul recibió una propuesta del productor musical Glen Ballard para hacer una serie de televisión sobre una banda de música. Poul luego se acercó al guionista Jack Thorne y al director Damien Chazelle para elaborar el proyecto.
En septiembre de 2017, se anunció que Netflix había ordenado una serie de 8 episodios, escrita por Jack Thorne, con Damien Chazelle dirigiendo los primeros dos episodios, mientras que Glen Ballard y Randy Kerber serían los compositores de la música original. En una entrevista Thorne especificó "Glen y Randy escribieron 60 canciones incluso antes de que empezáramos. Y lo otro es que se toca en vivo. Todas las personas en la banda son músicos profesionales."
En noviembre de 2018, se informó que Atlantique Productions produciría la serie. En febrero de 2019, Tahar Rahim se unió al elenco, con Chazelle dirigiendo varios episodios de la serie, en lugar de los dos episodios previamente anunciados, mientras que Houda Benyamina dirigiría el resto. En abril de 2019, André Holland y Joanna Kulig se unieron al elenco de la serie. En mayo de 2019, Amandla Stenberg se unió al elenco de la serie. En septiembre de 2019, Melissa George fue elegida para un papel secundario.
Las grabaciones tuvieron lugar en París y comenzaron en mayo de 2019.
El primer avance se lanzó el 27 de febrero de 2020 en Festival de cine de Berlín.
La música fue ejecutada y grabada en vivo. La banda sonora se ha estrenado a la vez, con versiones de St. Vincent y Jorja Smith entre otros.

## Recepción
En el sitio web Rotten Tomatoes, la serie tiene una calificación de aprobación del 67 % basada en 39 calificaciones, con una calificación promedio de 7.06 / 10. El consenso crítico del sitio web dice: "Los espectadores dispuestos a reducir la velocidad y el ritmo con la atmósfera cambiante de The Eddy encontrarán mucho para disfrutar, incluso cuando la trama llegue a ritmos familiares." En el sitio web Metacritic, tiene un puntaje promedio ponderado de 65 de 100 basado en 16 reseñas, que indica "revisiones generalmente favorables."
En su crítica Chloé Malle rescata "Si bien The Eddy subraya las complejidades del París contemporáneo, también tiene las influencias estilísticas del pasado: los clásicos franceses de la nouvelle vague de los años sesenta, como Breathless y Band of Outsiders, y el pionero documental de 1961 de Jean Rouch y Edgar Morin, Chronicle of a Summer. Chazelle utilizó principalmente fotografías de estilo documental, desplegando cámaras de mano operadas por un equipo escaso y ágil, disparando en el metro y en los proyectos de vivienda."
Para el crítico del periódico argentino La Nación es "esta serie atractiva, potente, segura de su propia intensidad expresiva, con personajes de gran riqueza dramática que están siempre en movimiento y, sobre todo, con una extraordinaria banda de sonido."

## Elenco

### Principales
- André Holland : Elliot Udo
- Joanna Kulig : Maja
- Leïla Bekhti : Amira
- Amandla Stenberg : Julie
- Tahar Rahim : Farid

### Secundarios
- Alice Isaaz : Margaux
- Melissa George : Alison Jenkins
- Liah O'Prey : Béatrice
- Randy Kerber : Randy
- Benjamin Biolay : Franck Levy
- Vincent Heneine : Martin
- Alexis Manenti : Zivko

El grupo de jazz está compuesto por: Randy Kerber, Ludovic Louis, Lada Obradovic, Jowee Omicil y Damián Nueva Cortes.

## Episodios
Los ocho episodios de una hora aproximadamente fueron lanzados el 8 de mayo de 2020.
| Número | Título en español | Director        | Guionista                                          |
| ------ | ----------------- | --------------- | -------------------------------------------------- |
| 1      | "Elliot"          | Damien Chazelle | Jack Thorne                                        |
| 2      | "Julie"           | Damien Chazelle | Jack Thorne                                        |
| 3      | "Amira"           | Houda Benyamina | Jack Thorne                                        |
| 4      | "Jude"            | Houda Benyamina | Jack Thorne, Rachel Del-Lahay y Rebecca Lenkiewicz |
| 5      | "Maja"            | Laïla Marrakchi | Jack Thorne                                        |
| 6      | "Sim"             | Laïla Marrakchi | Jack Thorne y Hamid Hlioua                         |
| 7      | "Katarina"        | Alan Poul       | Jack Thorne, Phillip Howze y Rebecca Lenkiewicz    |
| 8      | "The Eddy"        | Alan Poul       | Jack Thorne                                        |